# Bayan Kara Ula
I monti Bayan Kara, noti anche come Bayan Har Shan o Bayankara Ula (in mongolo Баянхар уул, Bayanhar Uul; in tibetano བ་ཡན་ཧ་རི, ba yan ha ri; in cinese 巴颜喀拉山脉, Bāyánkālā shānmài), sono una catena montuosa dell'altopiano del Tibet a sud del Kunlun e dei due laghi Ngoring e Kyaring (situati a sud del lago Kokonor / Qinghai). Appartengono quindi al complesso montuoso interno dell'alta Asia.
Questa catena montuosa della parte centrale della provincia del Qinghai si estende inizialmente per 250 km in direzione nord-ovest/sud-est fino alla parte nord-occidentale della provincia del Sichuan: nel Qinghai interessa le contee di Madoi (prefettura autonoma tibetana di Golog), Qumarlêb e Chindu (prefettura autonoma tibetana di Yushu), nel Sichuan la contea di Sêrxü (prefettura autonoma tibetana di Garzê). Da lì si estende per altri 350 km verso est fino al Qinghai (contee di Madoi, Darlag, Banma e Jigzhi nella prefettura autonoma tibetana di Golog) e di nuovo nel Sichuan (contea di Aba nell'omonima prefettura autonoma tibetana e qiang).
La catena montuosa è caratterizzata per lo più da montagne dolcemente ondulate, che raggiungono un massimo di 5266 m; tuttavia, non sembrano particolarmente alte, perché svettano al di sopra delle steppe alpine dell'altopiano dello Yarmotang, che ha un'altitudine media di 4500 m: più che una grande catena montuosa, sembra piuttosto una serie di colline. Nonostante questo, la loro importanza è notevole, in quanto il Bayan Kara separa i bacini idrografici del fiume Giallo e dello Yangtze. Il fiume Giallo ha la sua sorgente nella zona paludosa ai piedi nord-occidentali della catena montuosa, vicino al monte Yagra Dagze (5214 m). Sebbene siano ancora visibili le tracce di una passata attività glaciale nella regione, che è praticamente disabitata, date le rigide condizioni climatiche, oggi non vi sono ghiacciai sulla catena montuosa. Il Bayan Kara appartiene alla regione di sviluppo transnazionale Hindu Kush-Himalaya, di pertinenza del Centro Internazionale per lo Sviluppo Integrato della Montagna, che ne protegge l'ecologia.